# Nukleare Teilhabe
Die „nukleare Teilhabe“ (englisch nuclear sharing) ist ein Konzept innerhalb der (nuklearen) Abschreckungspolitik der NATO, das einige NATO-Mitgliedstaaten ohne eigene Nuklearwaffen (sog. Nichtkernwaffenstaaten) in die Zielplanung und in den möglichen Einsatz der Waffen durch die NATO einbezieht. Diese Länder, darunter auch das Land Deutschland, haben den englisch Non-Proliferation Treaty (NPT) ‚Nichtverbreitungsvertrag (NVV)‘ unterzeichnet und damit auf die Herstellung und den Betrieb eigener Nuklearstreitkräfte verzichtet. Die Nichtkernwaffenstaaten (siehe die Landkarte) greifen zur Erhöhung ihrer eigenen Sicherheit auf eine begrenzte Anzahl taktischer Kernwaffen der USA zurück, die in Europa stationiert sind. Diese Staaten werden auch als Stationierungsstaaten bezeichnet.
Die Autorität über den Einsatz von US-amerikanischen Atomwaffen liegt grundsätzlich beim Commander-in-Chief, also dem Präsidenten der Vereinigten Staaten, wobei das sogenannte Prinzip der zwei Schlüssel im Falle der nuklearen Teilhabe gilt. (siehe Kommando und Kontrolle).
Hinweis: Der Artikel behandelt primär die nukleare Teilhabe der NATO, nicht die Verteilung in anderen Staaten (siehe dazu der kurze Abschnitt weiter unten).

## Konzeption

### Rolle der USA
Dem transatlantischen Bündnis (NATO), das sich auch als „nukleares Bündnis“ versteht, ging es bislang mit der Konzeption der nuklearen Teilhabe darum, zu demonstrieren, dass die USA in der Lage und willens seien, mit ihren Atomwaffen bedrohte europäische NATO-Mitgliedstaaten ohne eigene Nuklearwaffen zu schützen.
Zur nuklearen Teilhabe gehört, dass die beteiligten Staaten in einschlägigen Gremien mitberaten und entscheiden, dass sie technische Voraussetzungen zum Einsatz von Nuklearwaffen – zum Beispiel geeignete Flugzeuge oder Raketenträgersysteme – bereithalten und auf ihrem Territorium US-Nuklearwaffen lagern lassen. Im Kriegsfall können die Teilhabestaaten Nuklearwaffen unter US-amerikanischer Kontrolle einsetzen.
Im Frieden und auch im Kriegsfall sollen die in den Partnerstaaten gelagerten Nuklearwaffen bis zu ihrem Verschuss stets unter US-Hoheit bleiben. Über die nötigen Codes verfügt nur die US-Führung; sie unterliegen strengster Geheimhaltung. Da der Einsatz jedoch in Verantwortung und durch die Waffensysteme des Partnerstaates erfolgt, hat dieser letztlich ein faktisches Vetorecht.

### Rolle des Vereinigten Königreichs und Frankreichs
Britische und französische Nuklearwaffen wurden nicht als Instrumente zum Schutz europäischer NATO-Partner konzipiert. Allerdings bezeichnete Frankreichs Staatspräsident Emmanuel Macron im November 2019 die NATO als „hirntot“. Im Bürgerkrieg in Syrien hätten zwei NATO-Mitglieder, die USA und die Türkei, zuletzt ohne jede Absprache mit ihren Partnern gehandelt. Macron kritisierte, dass die NATO das erste Mal mit einem amerikanischen Präsidenten zurechtkommen müsse (Donald Trump), „der unsere Idee des europäischen Projekts nicht teilt“. Vor diesem Hintergrund regte Macron an, den Zugriff auf französische Nuklearwaffen auch auf andere EU-Länder auszuweiten. In seiner Rede vor der École de guerre am 7. Februar 2020 stellte Macron jedoch klar, dass Frankreich nicht die Absicht habe, Staaten ohne Atomwaffen in Europa zur nuklearen Teilhabe einzuladen.

Atommacht
Nukleare Teilhabe
Mitglied des Atomwaffensperrvertrags
Atomwaffenfreie Zone

## Geschichte
Theodor Heuss und Konrad Adenauer unterzeichneten am 19. April 1955 den Nordatlantikvertrag (am 4. April 1955 in Washington unterzeichnet) und damit wurde Westdeutschland Teil des Bündnisses. Der Nichtverbreitungsvertrag (NVV) wurde erst 1969 unterzeichnet.
Die ersten flugzeuggestützten, amerikanischen Kernwaffen wurden im März 1955 von den USA in der Bundesrepublik Deutschland stationiert, kurz darauf auch Atomsprengköpfe für Marschflugkörper und Kurzstreckenraketen sowie nukleare Artilleriegeschosse und Atomminen. Sie waren im Falle eines Krieges für den Einsatz durch die US-Truppen vorgesehen. Erst 1957 informierten die USA die deutsche Öffentlichkeit vom Vorhandensein der Waffen. Wenig später setzte der damalige Bundeskanzler Konrad Adenauer (CDU) mit breiter Unterstützung und gegen Proteste die nukleare Teilhabe der Bundesrepublik unter Nutzung von Waffensystemen der Bundeswehr in dem Fall eines Angriffs durch den Warschauer Pakt durch. Damals hielten beide Bündnislager Atomwaffen noch für tatsächlich einsetzbare Waffen im Rahmen eines konventionell-nuklearen Krieges. 1960 lagerten 1.500 amerikanische Atomsprengköpfe in der Bundesrepublik und weitere 1.500 im übrigen Westeuropa. Diese Strategie wurde bereits während ihrer Umsetzung gegenstandslos, da angesichts des atomaren Potentials der Sowjetunion die gegenseitige Zerstörung im Fall eines Ersteinsatzes von Atombomben zur Gewissheit wurde. Bereits Anfang der 1960er Jahre wurde eine sogenannte Multilaterale Streitmacht (MLF) für die NATO erwogen, aber nie realisiert. 1967/68 wurde die Flexible Response (MC 14/3 und MC 48/3) als neue NATO-Strategie verabschiedet, die auch einen rein konventionellen Schlagabtausch als Möglichkeit vorsah.
Strategieplaner in beiden Lagern gingen davon aus, dass ein Krieg herkömmlichen Stils nicht mehr möglich wäre, in dem beide Seiten nicht zu kämpfen aufhören würden, bevor ihre Potenziale ausgeschöpft gewesen wären und nur der Verlierer am Ende schließlich wehrlos wäre (so erklärt Carl von Clausewitz in seinem Werk Vom Kriege, auf welche Weise Kämpfende üblicherweise „siegen“). Der eigentliche Zweck von Atomwaffen könnte es nach dieser Logik nur sein, Aggressoren, die gegen eine Atommacht einen Krieg planten, von ihrem Vorhaben abzuschrecken, einen konventionellen Krieg zu beginnen. Zu diesem Zweck erschienen der NATO Nuklearwaffen als unverzichtbar.
Im Warschauer Pakt existierte ein der nuklearen Teilhabe vergleichbares System. So verwahrten die Streitkräfte der Sowjetunion in den Sonderwaffenlagern zu Himmelpfort und Stolzenhain von 1968 bis 1990 nukleare Sprengköpfe, die im Kriegsfall an die Nationale Volksarmee der DDR ausgegeben werden sollten. Ab dem 29. Juni 1991 war das Gebiet der ehemaligen DDR offiziell kernwaffenfrei.

### Entwicklungen ab 2000
2007 wurde das „Abschreckungs- und Verteidigungsdispositiv“ der NATO überprüft. In Abschnitt 12 des Dokuments heißt es: „Im Einklang mit ihrem Bekenntnis, ein nukleares Bündnis zu bleiben, solange es Kernwaffen gibt, kommen die Bündnispartner überein, dass der Nordatlantikrat die entsprechenden Ausschüsse beauftragen wird, Konzepte dafür zu entwickeln, wie die möglichst umfassende Beteiligung der in Rede stehenden Bündnispartner in Bezug auf Vereinbarungen zur nuklearen Teilhabe gewährleistet werden kann, und zwar auch für den Fall, dass sich die NATO entschließen würde, ihre Abhängigkeit von in Europa stationierten nichtstrategischen Kernwaffen zu verringern.“
Der damals neu ins Amt gekommene deutsche Außenminister Guido Westerwelle forderte 2009 in einer nicht in der NATO abgestimmten Initiative den Abzug der US-Atomwaffen von deutschem Boden. Westerwelle verwies auf den Umstand, dass es sich bei diesen Bomben vom Typ B-61 um Relikte aus dem Kalten Krieg handele, deren Ziele einst auf dem Territorium der heutigen NATO-Mitgliedsstaaten in Osteuropa lagen. Angesichts der Herausforderungen des 21. Jahrhunderts, in dem nukleare Gefahren vor allem in Ostasien oder im Mittleren Osten lauerten (Russland wurde 2009 noch als Partner gesehen) war die Logik von Kernwaffen, die mit Trägerflugzeugen ins Ziel gebracht würden, nur schwer zu begründen. Gegen diese Sichtweise erhob sich scharfer Protest aus den Reihen neu aufgenommener NATO-Mitglieder im Osten Europas. Alle 28 Mitgliedsländer der NATO verständigten sich 2012 auf ein neues nukleares Grundsatzdokument – den Deterrence and Defense Posture Review (DDPR) – in dem Atomwaffen zum Kernelelement („core element“) der Abschreckung erklärt wurden. Auch wurde apodiktisch festgelegt, dass die amerikanischen Sprengköpfe in Europa den Erfordernissen der Abschreckung entsprächen. Damit war die Debatte über den Sinn dieser Waffen innerhalb der NATO vorläufig beendet.
Das niederländische Parlament untersagte 2012, neu anzuschaffende Kampfflugzeuge vom Typ Lockheed Martin F-35 mit den Vorrichtungen zum Einsatz von Atomwaffen auszustatten. Mit der anstehenden Ausmusterung der General Dynamics F-16 hätten den niederländischen Streitkräften damit keine Mittel zur „nuklearen Teilhabe“ mehr zur Verfügung gestanden. Diese Entscheidung wurde später revidiert, und die Streitkräfte der Niederlande stellten im Juni 2024 die F-35 mit nuklearer Option in Dienst.
Im Januar 2017 trat Donald Trump sein Amt als Präsident der Vereinigten Staaten von Amerika an. Im Zuge seiner America-First-Außenpolitik stellte er die Unterstützung „zahlungsunwilliger“ europäischer Länder wie Deutschland durch die USA in Frage und begann 2020 mit dem Abzug US-amerikanischer Soldaten aus Deutschland. Vor dem Hintergrund, dass 2020 über 40 Prozent der Deutschen den Präsidenten Trump für ein sicherheitspolitisches Risiko hielten, sprach sich SPD-Fraktionschef Rolf Mützenich dafür aus, die nukleare Teilhabe zu beenden. Er stieß daraufhin auch in der eigenen Partei auf Kritik. Der Vorsitzende des Auswärtigen Ausschusses Norbert Röttgen (CDU) warnte vor einer Isolierung Deutschlands, auch innerhalb Europas, sowie davor, dass Russland durch einseitige Abrüstungsmaßnahmen des Westens ohne Gegenleistung in seiner Aufrüstungspolitik weiter ermuntert und damit die Sicherheitslage in Europa, auch im Hinblick auf den andauernden Krieg in der Ukraine seit 2014, weiter destabilisiert werden könnte. Der Sicherheitsexperte Carlo Masala nannte daher Forderungen nach einer einseitigen Abrüstung ohne Gegenleistung eine „Politik von Hasardeuren“. Ein Auslöser dieser Diskussion war, dass die damalige Verteidigungsministerin Annegret Kramp-Karrenbauer die dafür verwendeten, veraltenden Tornado-Kampfflugzeuge durch neue Flugzeuge ersetzen wollte. Aus Angst vor einem Abzug der Nuklearwaffen aus Europa bot zwischenzeitig Polen an, diese andernfalls auf seinem Staatsgebiet stationieren zu wollen, obwohl eine Verlagerung westlicher Atomwaffen in Gebiete östlich des ehemaligen Eisernen Vorhangs eine Verletzung der 1997 abgeschlossenen NATO-Russland-Grundakte darstellen würde.

### Entwicklungen ab 2020
Der grundlegende Zweck der nuklearen Fähigkeiten der NATO ist die Erhaltung des Friedens, die Verhinderung von Bedrohung und die Abschreckung von Aggression. Zu diesem Zweck wird seit 2020 jährlich eine Übung der Nuklearstreitkräfte unter dem Namen Steadfast Noon durchgeführt.
Durch den Wechsel im Amt des Präsidenten der USA im Januar 2021 gewann die NATO wieder an Bedeutung. Präsident Joe Biden hatte sich bereits in seiner Zeit als Vizepräsident unter Barack Obama (2009–2017) als überzeugter „Atlantiker“ einen Namen gemacht. Bidens Berater Michèle Flournoy und Jim Townsend erklärten 2020:

„Die USA und die Nato-Nationen – einschließlich Deutschlands – haben sich dazu verpflichtet, die Last und das Risiko der nuklearen Abschreckung gemeinsam zu tragen. Im Gegenzug haben die USA ihren nuklearen Schutzschild über Europa aufgespannt. Sie nahmen damit bewusst in Kauf, dass diese Garantie das Risiko eines atomaren Angriffs auf amerikanische Städte erhöhen würde. Diese Verpflichtung, das Risiko gemeinsam zu tragen, stärkte das Vertrauen und die Solidarität unter den Bündnispartnern und verschränkte die amerikanische Nuklearpolitik mit den Interessen der Europäer. Eine russische atomare Bedrohung, die sich ausschließlich gegen Europa richtet, könnte von den Europäern mit amerikanischen Atomwaffen beantwortet werden. Die Russen wären nicht in der Lage, Europa allein mit Atomwaffen zu erpressen, ohne dass Europa eine nukleare Antwort darauf hätte.“

Dennoch berichtete die Stiftung Wissenschaft und Politik im Dezember 2021, dass zwar die NATO, anders als bis 1990, die Fähigkeiten besitze, einen nichtnuklearen Konflikt mit Russland zu gewinnen, aber weiterhin Zweifel unter westeuropäischen Regierungen bestünden, ob die USA im Falle eines konventionellen Kriegs in Europa bereit wären, ihre militärischen Ressourcen hier einzusetzen. Dieser Verdacht werde, so die SWP, durch Bidens Ankündigung bestärkt, Atomwaffen (auch in Europa) nur als Antwort auf einen Atomschlag der Gegenseite einsetzen zu wollen („Sole Purpose“-Strategie).
Im Februar 2021 stellten die Bundestagsfraktionen der Parteien Die Linke und Bündnis 90/Die Grünen getrennte Anträge auf ein Ende der „nuklearen Teilhabe“ und einen Beitritt der Bundesrepublik Deutschland zum Atomwaffenverbotsvertrag. Die Anträge fanden keine parlamentarische Mehrheit. Nach der Bundestagswahl 2021 erklärte die grüne Bundesaußenministerin Annalena Baerbock, sie sehe Deutschland zur nuklearen Teilhabe „verpflichtet“.
Am 27. Februar 2022 hielt Bundeskanzler Olaf Scholz vor dem Deutschen Bundestag eine Rede, in der er die Politik der Bundesregierung nach dem Russischen Überfall auf die Ukraine drei Tage zuvor erläuterte. Scholz erklärte in diesem Zusammenhang, dass Deutschland für die nukleare Teilhabe rechtzeitig einen modernen Ersatz für die veralteten Tornado-Jets beschaffen wolle. Bis die Flugzeuge, die US-Atomwaffen im Konfliktfall ins Ziel bringen können, einsatzbereit seien, werde der Eurofighter weiterentwickelt. Als Nachfolger des Tornados wurde für die nukleare Teilhabe Deutschlands im Jahr 2022 schließlich die F35 ausgewählt.

## Organisation in der Bundeswehr
Soll es zu einem Einsatz amerikanischer, in Deutschland und anderen NATO-Staaten gelagerter Bomben durch atomwaffenfähige Flugzeuge kommen, müsste der US-Präsident die Bomben freigeben und das jeweilige Stationierungsland dem Einsatz durch eigene Flugzeuge zustimmen. Die allgemeine Erwartung scheint zu sein, dass eine solche Einsatzentscheidung nach Konsultation mit allen NATO-Mitgliedern getroffen würde und der Nordatlantikrat dabei eine zentrale Rolle hätte. Über den Einsatz einer US-Nuklearwaffe durch deutsche Waffensysteme entscheidet, sofern die USA zuvor ihre Waffe zum Einsatz freigegeben haben, stets die deutsche Bundesregierung.

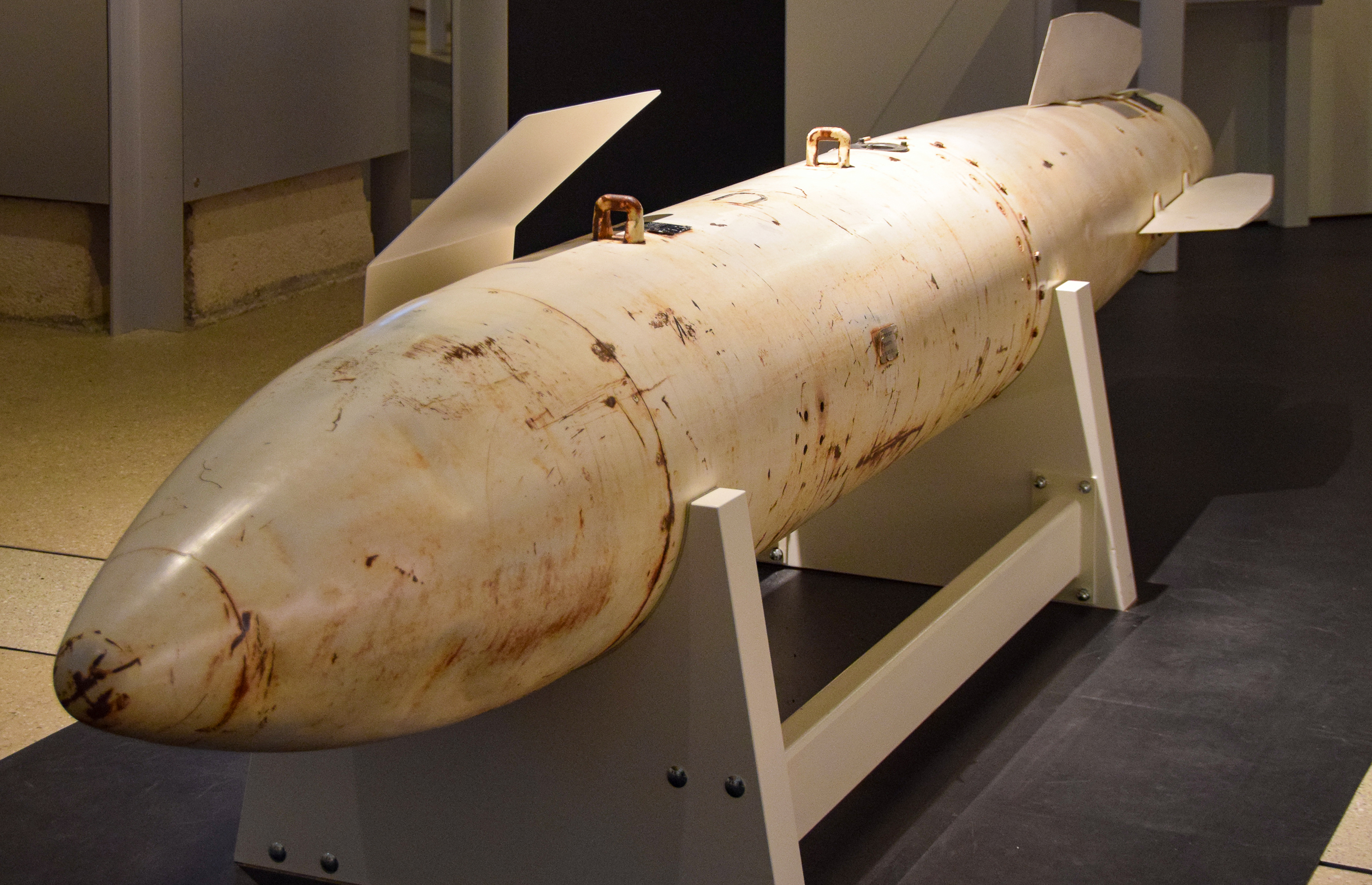
Ehemalige B43-Übungsbombe der Luftwaffe, die bei Übungsabwürfen verwendet wurde

Träger der nuklearen Teilhabe wurden in der Bundesrepublik die Luftwaffe und das Heer. Im Heer wurde Personal in der Pioniertruppe zum Einsatz von ADM-Minen sowie für die Rohr- und Raketenartillerie sowie Teile der Nachschubtruppe und Instandsetzungsbataillone Sonderwaffen für Instandhaltung, Transport und Verschuss von nuklearen Geschossen bzw. Raketengefechtsköpfen ausgebildet. In den folgenden Jahren erhielt die Bundeswehr Raketensysteme wie Pershing, Honest John, Sergeant und Lance sowie die Artilleriegeschütze M 110. Später wurden auch Geschosse vom Kaliber 155 mm für die M 109 und Feldhaubitze 155 mm bereitgestellt.
Für europäische NATO-Mitglieder wurden für Einsatz von Nuklearwaffen verschiedene Versionen der Lockheed F-104 Starfighter entwickelt. Die Luftwaffe erhielt dafür die Jagdbomberausführung der Version F-104G, welche mit präzisen Navigationsgeräten (Litton LN-3), Zielanflugrechner (Mergenthal), Sonderwaffenbedienkonsole und Sonderwaffenträgern für nukleare Freifallbomben (B43, später B61) ausgerüstet wurden. Daneben erhielt die Luftwaffe Luftabwehrraketen vom Typ Nike Hercules, die mit nuklearen Gefechtsköpfen bestückt werden konnten.
Parallel wurde eine Führungs- und Feuerleitorganisation aufgebaut, die den strengen Vorgaben von US- bzw. NATO-Seite entsprach. Die Einsatzplanung für das Heer lag bei den Kommandierenden Generälen der Korps. Für die Beratung der Truppenführer hinsichtlich der Führung der an atomaren Einsätzen beteiligten Einheiten, hinsichtlich der Wirkung von Atomsprengkörpern sowie für die äußere Sicherung der Sondermunitionslager (Special Ammunition Storage – SAS) waren in den Korps die Artilleriekorpskommandeure (ARKOs) und die Kommandeure der Artillerieregimenter verantwortlich. Als Spezialisten für diese Aufgaben wurden ihnen „Wirkungsberater“ unterstellt.
Wegen der US-Hoheit über die Atomwaffen erfolgt die Bewachung, Ausbildung und Übung in engster Zusammenarbeit mit einer US-Artillery-Group (Korpsebene) bzw. einem US-Detachement (Bataillonsebene). Im Einsatz wären die Kompanien der Nachschubbataillone Sonderwaffen, selbständige Nachschubkompanien Sonderwaffen und deren Begleitstaffel bzw. die Begleitbatterien der Artillerie für Sicherung, Transport und Lagerung zuständig.
Nach BRD- und US-Freigabe für den jeweiligen Einsatz müssen die Atomsprengkörper kurz vor dem Verschuss durch ein US-PAL-Team (Permissive Action Links) mit einem Code entsperrt werden. Bis zum Verschuss müssen die Sprengkörper immer von zwei US-Soldaten begleitet werden. Die an einem atomaren Einsatz vorgesehenen Einheiten müssen ihre Fähigkeiten regelmäßig in zahlreichen Inspektionen, Tests und Übungen (ATT, AAT, NSI) nach den Prüfkriterien der NATO unter Beweis stellen.

## Kommando und Kontrolle

### Prinzip der zwei Schlüssel
Die Autorität über den Einsatz von U.S.-Nuklearwaffen liegt beim Commander-in-Chief, d. h. dem Präsidenten der Vereinigten Staaten. Er berät sich mit seinem Verteidigungsminister (SECDEF) und dem Vorsitzender des Generalstabs, dem Chairman of the Joint Chiefs of Staff (CJCS). Die konventionellen und nuklearen Streitkräfte der NATO sind ferner dem Supreme Allied Commander Europe (SACEUR) und dem Vorsitzenden des NATO-Militärausschusses (CMC) unterstellt.
Der Einsatz amerikanischer Atomwaffen durch NATO-Verbündete wird nach dem sog. „Prinzip der zwei Schlüssel“ englisch two-key system ‚Prinzip der zwei Schlüssel‘ (auch englisch dual-key system) geregelt. Das Prinzip soll einen Einsatz gegen den Willen der USA oder der Stationierungsländer verhindern. Das Prinzip teilt daher den Einsatzbefehl in die Zustimmung des US-Präsidenten und der Bundesregierung auf. Weiterhin werden die Kernsprengköpfe von einem amerikanischen Überwachungsteam verwaltet, während die Lagerung und Trägersysteme (z. B. Kampfflugzeuge) samt Bedienmannschaften von den Verbündeten gestellt werden.

## Lagerung und Standorte
Es wird vermutet, dass in der Mitte der 1990er Jahre in Europa in diesem Rahmen schätzungsweise bis zu 480 Nuklearwaffen der USA gelagert wurden, davon etwa 150 auf dem US-Stützpunkt Ramstein und auf dem deutschen Luftwaffen-Fliegerhorst des JaboG 33 in Büchel.
Seit Januar 2007 gehen Experten davon aus, dass Ramstein von Atomwaffen geräumt ist. Die Luftwaffe trainiert nur in Büchel im Rahmen der nuklearen Teilhabe den Einsatz von Kernwaffen durch Jagdbomber vom Typ Tornado.

## NATO-Atomwaffenbestände
Von den drei Atommächten der NATO (USA, Großbritannien, Frankreich) stellen nur die Vereinigten Staaten Kernwaffen für die nukleare Teilhabe an die fünf Staaten Belgien (Peer), Deutschland (Fliegerhorst Büchel), Italien (Aviano Air Base, Militärflugplatz Ghedi), die Niederlande (Uden) und die Türkei (Incirlik Air Base) zur Verfügung.
Frankreichs Nuklearstreitkräfte sind jedoch seit 1966 nicht mehr Teil der NATO. Das Land ist aus dem Militärausschuss ausgetreten und gehört nicht der Nuklearen Planungsgruppe (NPG) an.

### NATO-Doppelbeschluss und Abrüstung
Nachdem der NATO-Doppelbeschluss ab Anfang der 1980er Jahre noch einmal zu einer massiven nuklearen Aufrüstung in Europa geführt hatte, zogen die USA nach dem Ende des Kalten Krieges die meisten ihrer Atomwaffen wieder ab. Auf den europäischen Fliegerhorsten waren bis dahin nur 208 der 437 NATO-Bunker gebaut oder in Auftrag gegeben worden. 1992 waren in Europa noch rund 700 US-Atomsprengköpfe gelagert. Großbritannien beseitigte seine Fliegerbomben bis Ende 1998 und bereits 1995 wurden bei den deutschen Fliegerhorsten Memmingerberg und Nörvenich die letzten US-Nuklearwaffen abgezogen. 1990 erklärte die NATO ihre Atomwaffen offiziell zu „Waffen des letzten Rückgriffs“ und wandte sich damit in ihren Strategiedokumenten weitestgehend von deren tatsächlichen Einsatz ab.

### Bedeutende NATO-Atomwaffenlager 1995
| Flughafen                      | Ort                 | Land                   |
| ------------------------------ | ------------------- | ---------------------- |
| Militärflugplatz Kleine Brogel | Peer                | Belgien                |
| Fliegerhorst Büchel            | Büchel              | Deutschland            |
| RAF Brüggen                    | Niederkrüchten      | Deutschland            |
| Fliegerhorst Memmingerberg     | Memmingerberg       | Deutschland            |
| Fliegerhorst Nörvenich         | Nörvenich           | Deutschland            |
| Ramstein Air Base              | Ramstein-Miesenbach | Deutschland            |
| Flughafen Araxos               | Larissos            | Griechenland           |
| Aviano Air Base                | Aviano              | Italien                |
| Militärflugplatz Ghedi         | Ghedi               | Italien                |
| Militärflugplatz Sigonella     | Catania             | Italien                |
| Militärflugplatz Volkel        | Uden                | Niederlande            |
| Flughafen Balıkesir-Merkez     | Balıkesir           | Türkei                 |
| Incirlik Air Base              | İncirlik            | Türkei                 |
| Militärflugplatz Akıncı        | Kahramankazan       | Türkei                 |
| RAF Lakenheath                 | Lakenheath          | Vereinigtes Königreich |
| RAF Marham                     | Marham              | Vereinigtes Königreich |

### NATO-Atomwaffen Typ B61-3/-4, Stand 2019
| Flughafen                      | Land        | Waffen gelagert | max lagerbar |
| ------------------------------ | ----------- | --------------- | ------------ |
| Militärflugplatz Kleine Brogel | Belgien     | 20              | 44           |
| Fliegerhorst Büchel            | Deutschland | 20              | 44           |
| Aviano Air Base                | Italien     | 20              | 72           |
| Militärflugplatz Ghedi         | Italien     | 20              | 44           |
| Militärflugplatz Volkel        | Niederlande | 20              | 44           |
| Incirlik Air Base              | Türkei      | 50              | 100          |
| Gesamt:                        |             | 150             | 392          |

Quelle: Grafik US Nuclear Weapons In Europe 2019 aus Briefing H.M. Kristensen, Director des Nuclear Information Project der Federation of American Scientists vor dem Center for Arms Control and Non-Proliferation in Washington, D.C. am 1. November 2019. Grafik abgedruckt in der Zeitschrift Zu Gleich 1/2020, S. 8 im Artikel von Heinrich Brauß Amerikanische Nuklearwaffen in Europa – ein wichtiges Element der NATO-Strategie.

### NATO-Atomwaffen Typ B61-3/-4, Stand 2023
| Flughafen                      | Land        | Waffen gelagert | max lagerbar |
| ------------------------------ | ----------- | --------------- | ------------ |
| Militärflugplatz Kleine Brogel | Belgien     | 10-15           | 44           |
| Fliegerhorst Büchel            | Deutschland | 10-15           | 44           |
| Aviano Air Base                | Italien     | 20-30           | 44           |
| Militärflugplatz Ghedi         | Italien     | 10-15           | 44           |
| Militärflugplatz Volkel        | Niederlande | 10-15           | 44           |
| Incirlik Air Base              | Türkei      | 20-30           | ?            |
| Gesamt:                        |             | 80-120          | 220+?        |

Die Atomwaffen vom Typ B61-3/4 sollen abgelöst werden vom Typ B61-12.
Der Veröffentlichung des Federation of American Scientists’ Nuclear Information Project aus 2022 nach waren in Belgien, Deutschland und den Niederlanden jeweils 15 Atomwaffen gelagert, in der Türkei 20 und in Italien 35, insgesamt also 100 Stück.

## Verteilung von Atomwaffen in anderen Ländern
Auch die ehemalige Sowjetunion (SU) teilte ihre Atomwaffen, beispielsweise mit der Ukraine. Im Zuge des Zusammenbruchs der SU wurden diese abgeschafft, vgl. auch das Budapester Memorandum. Russland „teilt“ seit Ende 2024 wieder Atomwaffen mit dem Nachbarland Belarus.
Weiter zurück in der Geschichte teilten die USA in den 1950er Jahren im Rahmen des Projekts E auch Atomwaffen mit Großbritannien. Dabei kamen ähnliche Aspekte zur Kontrolle, Sicherheit und Verwaltung der Waffen zur Sprache wie bei der nuklearen Teilhabe der NATO. Seit dem Polaris-Programm (Nassauer Vertrag) sind britische Atomwaffen Bestandteil der NATO. US-Atomwaffen waren über verschiedene Zeiträume und in unterschiedlichen Stückzahlen auch am Standort RAF Lakenheath stationiert.

## Kritik

### Politische Bedenken
Das Konzept der nuklearen Teilhabe der NATO beruht auf der Annahme, dass auch Staaten, die keine eigenen Nuklearwaffen besitzen (dürfen), in den Genuss des „atomaren Schirms“ derjenigen NATO-Staaten kommen sollen, die zu den Atommächten gehören. Damit ist in erster Linie die Garantie der USA gemeint, Bündnispartnern durch die Drohung mit dem Einsatz US-amerikanischer Nuklearwaffen beizustehen, die von Drittstaaten unter Druck gesetzt werden, da sie ansonsten politisch erpressbar wären. In Sicherheitskreisen spricht man auch von einer „Käseglocke, die von den USA seit über einem halben Jahrhundert über uns ausgebreitet war“. Diese „Käseglocke“ bestehe aus nuklear bestückten US-Interkontinentalraketen, aus der US-Bomberflotte mit Atombomben, der nuklearen U-Bootflotte und schließlich aus taktischen US-Atomwaffen (nur auf Letztere bezieht sich das Konzept der nuklearen Teilhabe).
Bereits 1998 wurde die Bedeutung US-amerikanischer Atomwaffen für die Sicherheit des europäischen Teils der NATO in Frage gestellt: „Durch den Rückzug der meisten amerikanischen Atomwaffen hat die erweiterte nukleare Abschreckung der USA in Europa fast virtuellen Charakter bekommen. Wahrscheinlich übertreffen heute das britische und das französische Arsenal im Umfang zum ersten Mal die Zahl der substrategischen Kernwaffen, die Washington der NATO assigniert hat. Die amerikanische Nukleargarantie beschränkt sich weitgehend aufs Deklaratorische.“
Einige Kritiker behaupteten, dass die Idee eines „atomaren Schutzschirmes“ schon im Ansatz verfehlt sei. 2010 meinten z. B. Bündnis 90/Die Grünen, dass spätestens seit Ende des Kalten Krieges bodengestützte Nuklearwaffen in Europa nicht mehr „die geringste strategische Bedeutung“ hätten.
Bereits in der Friedensbewegung der 1980er Jahre wurde der Verdacht geäußert, den USA gehe es mit der Stationierung von Atomwaffen in Europa nicht darum, Europa zu schützen, sondern darum, den amerikanischen Kontinent dadurch vor Angriffen mit Atomwaffen zu schützen, dass trotz aller Beistandsbeteuerungen ein „Euroshima“ (ein auf Europa beschränkter, mit taktischen und eurostrategischen Atomwaffen geführter, immer noch „begrenzter“, da nicht mit Langstreckenwaffen geführter Atomkrieg) billigend in Kauf genommen werde. Das Reden von einem „atomaren Schutzschirm“ der USA sei ein „Märchen“. „Der ‚Atomschirm‘ ist keiner. Was da in Wahrheit über uns hängt, ist ein Damoklesschwert, und der Faden ist wieder dünner geworden. Es wäre verheerend, erneut zu verdrängen, dass der Frieden bereits während des Kalten Krieges unter dem vermeintlichen Schutzschirm an einem hauchdünnen Faden hing. Gleich mehrfach schrammte Europa nur durch reines Glück (und einmal durch die Besonnenheit eines russischen Offiziers) am atomaren Inferno vorbei.“

### Völkerrechtliche Bedenken
Kritiker der nuklearen Teilhabe sind trotz der o. a. Code- und Hoheitsregelung der Meinung, dass die Weitergabe und Stationierung von US-amerikanischen Atomwaffen in anderen NATO-Staaten im Rahmen der nuklearen Teilhabe den Atomwaffensperrvertrag verletzt. Mit der geplanten Weitergabe an die Luftwaffen dieser Staaten im Kriegsfall würde gegen Artikel I und II des Vertrags verstoßen, die die Weitergabe oder Annahme der unmittelbaren oder mittelbaren Verfügungsgewalt verbieten. Weiterhin hat Deutschland im Zwei-plus-Vier-Vertrag den Verzicht auf „Verfügungsgewalt“ über atomare Waffen zugesichert. Auch die Bewegung der blockfreien Staaten fordert mit Bezug auf diese Artikel die Beendigung der nuklearen Teilhabe. Ein 2017 vom Wissenschaftlichen Dienst des Deutschen Bundestages gefertigtes Gutachten kommt dagegen zu der Auffassung, der Vertrag verbiete nur die alleinige Verfügungsgewalt, die bei der „nuklearen Teilhabe“ nicht gegeben sei.
Über die Frage, ob der Einsatz von Atomwaffen unter allen Umständen ein Kriegsverbrechen darstellt, besteht unter Rechtsexperten kein Konsens.

### Nichteinhaltung interner Standards
Nach einer internen Studie im Auftrag der amerikanischen Luftwaffe der Federation of American Scientists (FAS) entsprechen im Jahre 2008 viele Atomwaffenlager nicht den minimalen Sicherheitsstandards des amerikanischen Verteidigungsministeriums. Daraufhin plant das US-Militär, Atomwaffen auf weniger Standorte in Europa zu verteilen. Die Studie wurde in Auftrag gegeben, nachdem im August 2007 sechs Atomsprengköpfe ohne Wissen der amerikanischen Luftwaffe durch die Vereinigten Staaten geflogen wurden. Das Institut schätzt, dass sich 2008 rund 200 bis 350 US-Atombomben in Europa befinden, davon 10 bis 20 in Büchel.

### Aufbau einer europäischen Nuklearmacht
In Folge NATO-kritischer Haltungen durch den ehemaligen US-Präsidenten Donald Trump und dessen mögliche zukünftige Präsidentschaft wurden ab 2023 von deutscher Seite Zweifel an der Bereitschaft der USA zur Verteidigung Deutschlands geäußert. So forderte die SPD-Politikerin Katarina Barley die Aufrüstung der Europäischen Union mit Atomwaffen, dies solle über eine finanzielle Beteiligung an den französischen Atomstreitkräften und der daraus resultierenden europäischen Mitsprache erfolgen. Ähnliche Bestrebungen wurden bereits in den 1960er Jahren unternommen, jedoch damals nicht weiter verfolgt.
Der ehemalige deutsche Außenminister und Grünen-Politiker Joschka Fischer oder auch der Politologe Herfried Münkler gehen in den Forderungen darüber hinaus, indem nicht lediglich eine erweiterte Teilhabe an französischen Nuklearwaffen gefordert werden, sondern explizit solche unter EU-Verwaltung. Auch osteuropäische Länder wie Polen oder Litauen sollten in diesem Szenario darüber verfügen können:

„Die Briten haben zwar Atom-U-Boote, Frankreich die Bombe, aber werden sie die wirklich einsetzen, um Litauen oder Polen zu schützen? Wir brauchen einen gemeinsamen Koffer mit rotem Knopf, der zwischen großen EU-Ländern wandert.“

Im Februar 2024 veröffentlichten Volt Deutschland und Volt Frankreich ein gemeinsames Positionspapier, in dem sie unter anderem den Aufbau eines nuklearen europäischen Schutzschirms auf Basis der französischen Kernwaffen und eine Klarstellung fordern, dass der Beistandsartikel der EU auch den möglichen Einsatz französischer Nuklearwaffen einschließt.

### Fachartikel
- Wolfgang Krieger: NATO and Nuclear Weapons - An Introduction to Some Historical and Current Issues. In: Gustav Schmidt (Hrsg.): A History of NATO: The First Fifty Years (3 Volumes). Palgrave (Springer), Basingstoke ; New York 2001, ISBN 978-0-333-96277-0 (englisch).
- Michael O. Wheeler: NATO Nuclear Strategy, 1949-90. In: Gustav Schmidt (Hrsg.): A History of NATO: The First Fifty Years (3 Volumes). Palgrave (Springer), Basingstoke ; New York 2001, ISBN 978-0-333-96277-0 (englisch).
- Otfried Nassauer: Die nukleare NATO: ein Problemaufriss (= Internationale Politikanalyse). Friedrich-Ebert-Stiftung, Berlin 2010, ISBN 978-3-86872-401-1.
- Michal Onderco, Michal Smetana: German views on US nuclear weapons in Europe: public and elite perspectives. In: European Security. Band 30, Nr. 4, 2. Oktober 2021, S. 630–648, doi:10.1080/09662839.2021.1941896 (englisch).
- Tobias Bunde, Michal Onderco: Permissive dissensus: the nuclear dimension of the German Zeitenwende. In: The Nonproliferation Review. Band 30, Nr. 4–6, 3. Juli 2023, S. 221–240, doi:10.1080/10736700.2024.2435137 (englisch).
- Névine Schepers: Nukleare Abschreckung in Europa: Aktuelle Debatten. März 2025, doi:10.3929/ETHZ-B-000727735.

### Fachbücher
- William Park: Defending the West: a history of NATO. Westview Press, Boulder, CO 1986, ISBN 0-8133-0408-3 (englisch, archive.org).
- Philipe Blanchard, Reinhart Koselleck, Ludwig Streit (Hrsg.): Taktische Kernwaffen: Die fragmentierte Abschreckung (= edition suhrkamp 1195. Band 195). Suhrkamp Verlag, Frankfurt am Main 1987, ISBN 3-518-11195-7.
- Lawrence Freedman: Europe between the Superpowers. In: Nuclear War and Nuclear Peace. Palgrave Macmillan UK, London 1988, ISBN 0-333-47612-3, S. 81–124, doi:10.1007/978-1-349-19474-2_3 (englisch).
- Gustav Schmidt: ‘…but what to do about the Germans?’ Nuclear Diplomacy and the Role of NATO as an Instrument of Peaceful Change. In: Contemporary European History. Band 3, Nr. 1, März 1994, S. 123–138, doi:10.1017/S0960777300000667 (englisch).
- Shaun R. Gregory: Nuclear Command and Control in NATO. Palgrave Macmillan UK, London 1996, ISBN 1-349-39607-9, doi:10.1057/9780230379107 (englisch).
- NATO: NATO Handbook. NATO’s Public Diplomacy Division, Brussels 2006, ISBN 92-845-0178-4 (englisch, nato.int [PDF]).
- Rebecca R. Moore: NATO’s New Mission: Projecting Stability in a Post-Cold War World. Praeger Security International, Westport, CT 2007, ISBN 978-0-275-99296-5 (englisch).
- Tom Nichols et al. (Hrsg.): Tactical Nuclear Weapons and NATO. Strategic Studies Institute, U.S. Army War College, Carlisle, PA 2012, ISBN 978-1-58487-525-3 (dtic.mil [PDF]).

### Ältere Werke
- NATO: NATO Means Peace. 1956 (englisch, nato.int).
- Robert E. Osgood: Nuclear Control in NATO. Washington, D.C. 1962 (englisch).
- Jerome B. Wiesner: Permissive Links for Nuclear Weapons in NATO (= National Security Action Memorandum). The White House, Washington, D.C. 1962 (englisch, gwu.edu).
- Wilfrid L. Kohl: Nuclear Sharing in Nato and the Multilateral Force. In: Political Science Quarterly. Band 80, Nr. 1, 1. März 1965, S. 88–109, doi:10.2307/2147185 (englisch).